# Пейчев, Дмитрий Петрович
Дмитрий Петрович Пейчев (болг. Димитър Пейчев, рум. Dimitrie Peicev; 19 мая 1943, село Бургуджи — 18 декабря 2023) — молдавский художник и болгарский поэт.

## Биография
Родился в 1943 году в болгарской семье в буджакском селе Бургуджи в оккупированной Румынией Бессарабии (ныне Виноградовка Одесской области Украины).
В 1970 году окончил Кишинёвское художественное училище им. И. Е. Репина, а в 1975 году Московский полиграфический институт по отделению книжной графики.
Книга стихов «Возвращение» (Завръщане) была издана в Велико-Тырново в 2004 году, в следующем году там же — сборник «Сияющие воспоминания» (И светят спомените).
В 2011 году был издан сборник стихов «Спросите у ветра» Питайте вятъра, Велико Тырново, изд. ДАР.РХ

### Семья
Жена — художница и искусствовед Тамара Михайловна Греку-Пейчева (род. 1944), дочь видных молдавских живописцев Михаила и Фиры Греку.

## Награды
- Лауреат ордена «Meritul Civil» Республики Молдова (1996).